# Hexatoma (Eriocera) pretiosa
Hexatoma (Eriocera) pretiosa is een tweevleugelige uit de familie steltmuggen (Limoniidae). De soort komt voor in het Neotropisch gebied.